# Kadarka

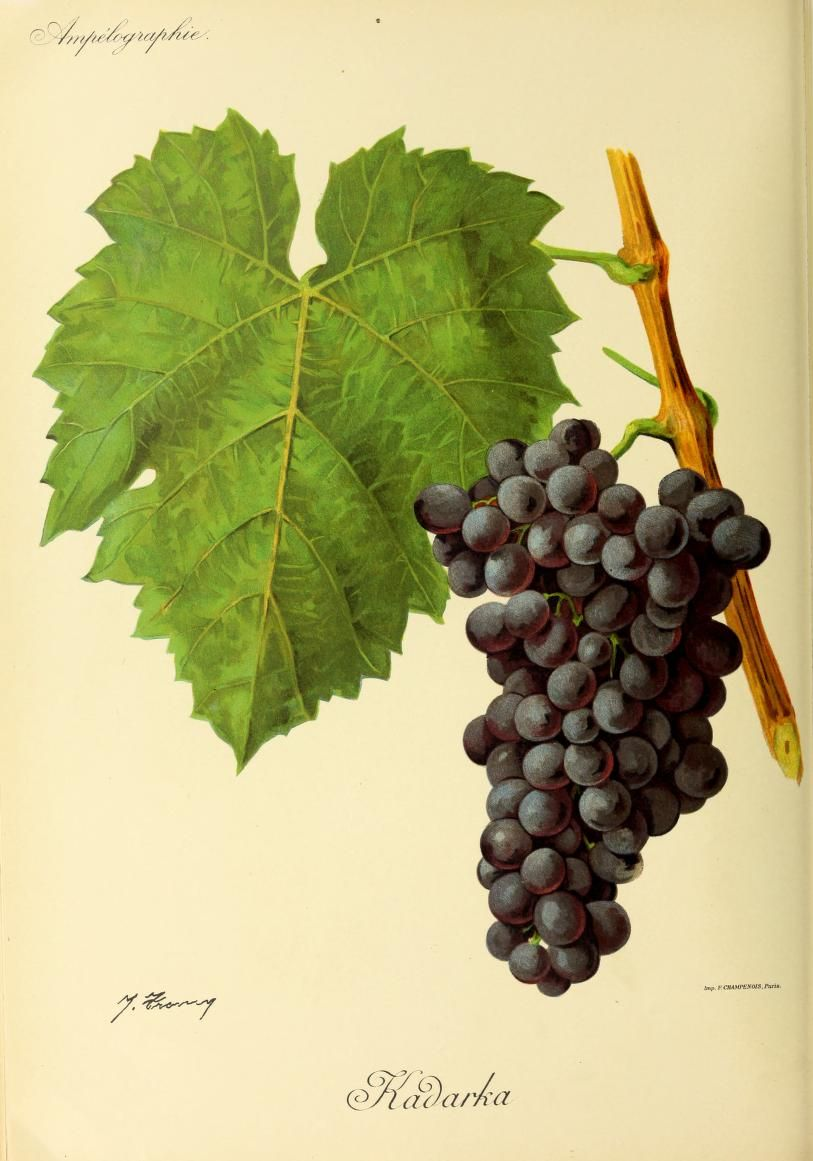

Die Kadarka ist eine sehr alte Rotweinsorte, deren Ursprung und heutiges Hauptvorkommen auf dem Balkan und in Ungarn zu finden ist. Die Hauptanbaugebiete der Rebe liegen vor allem in Ungarn, daneben sind auch viele Lagen in Serbien, Rumänien, Bulgarien, Albanien – dort bekannt als Kallmet – und Nordmazedonien mit dieser Rebe bestockt. Nordmazedonien gilt auch als eigentliches Ursprungsland der Kadarka.
Die Kadarka stellt sehr große Anforderungen an Boden und Kultivierung; insbesondere können ihre sehr späte Reife bei hoher Fäulnisneigung der Beeren problematisch für Ertrag und Qualität sein. Auch in der Vinifizierung ist diese Rebe sehr aufwändig. Wohl aus diesem Grunde gehen die Anbauflächen in ihrem gesamten Verbreitungsgebiet stark zurück. Die mittelgroßen, sehr dünnschaligen, runden Beeren weisen leichte Gewürzaromen auf; sie bilden große, zylindrische Trauben.
Voll gelungene reinsortige Weine können hohe Qualitätsstufen erreichen; die tannin- und extraktreichen dunklen Weine altern gut und eignen sich auch sehr gut zum Verschnitt mit anderen Rebsorten. Bei ungenügender Pflege und mangelnder Sorgfalt im Ausbau erbringt die Kadarka nur eher wässrige Durchschnittsweine.
Die besten reinsortigen Weine aus dieser Rebe werden im südungarischen Villány, besonders aber in der Region Szekszárd gekeltert. Früher war die Kadarka die Trägersorte des bekannten ungarischen Weines Egri Bikavér (Erlauer Stierblut). Diese Rolle spielt heute der leichter kultivierbare, kräftigere und auch ertragreichere Blaufränkisch.
Die wichtigsten unter den sehr vielen Synonymen für diese Rebe sind: Blaue Kadarka, Blaue Ungarische, Branicevka, Budai Fekete, Cerna Giza, Cetereska, Gamza, Gimza, Gomza, Gymza, Jenei Fekete, Kadar, Kallmet, Kek Budai, Kék Kadarka, Kereszetes Levelue, Lugojana, Meco Cerna, Modra Kadarka, Mor Kadarka, Mosler Schwarz, Schwarze Kadarka, Scutariner, Sirena, Skadarka, Skavar, Török Szölö, Törökbuza Szölö, Tokaynero di Scutari, Ungarische Edeltraube, Vrachansko Cherno und Zherni Shipon.